# 萬紹祖
萬紹祖，福建晋江人，清朝政治人物。举人出身。
乾隆九年（1744年），擔任清朝廣州府南海縣知縣。后由吳尚友接任。